# ムン・ウジン
ムン・ウジン（韓国語：문우진、2009年2月19日 - ）はt1エンターテインメント所属の大韓民国の子役である。

## 人物
2009年2月19日に大韓民国で生まれる 

## 出演作

### ドラマ
- パーフェクトカップル～恋は試行錯誤（2016年-2017年、SBS）- 特別出演
- 幸せをくれる人（2016年-2017年、MBC）-
- 王は愛する（2017年、MBC）-
- あやしいパートナー〜Destiny Lovers〜（2017年、SBS）
- 恋する泥棒～あなたのハート、盗みます～（2017年、MBC）- ハン・ジュ二の幼少時代役
- 医心伝心（2017年、tvN）- ホ・イムの少年時代役
- 名前のない女（2017年、KBS2）- 泣いている子供役
- 今日、妻やめます～偽りの家族～（2017年、MBC）- イ・ソウォンの少年時代役
- おしえて！イルスン（2017年、SBS）- ハン・ガン役
- アバウトタイム～止めたい時間～（2018年、tvN）
- 契約主夫殿オ・ジャクトゥ（2018年、MBC）- オ・ジャクトゥの少年時代役
- キム秘書はいったい、なぜ？（2018年、tvN）- イ・ヨンジュンの少年時代役
- ここに来て抱きしめて（2018年、MBC）- チェ・ドジンの少年時代役
- ライフ・オン・マーズ（2018年、OCN）
- 私のIDはカンナム美人（2018年、JTBC）- ト・ギョンソクの少年時代役
- 僕が見つけたシンデレラ～Beauty Inside～（2018年、JTBC）- 変身したセゲ役（特別出演）
- 熱血司祭（2019年、SBS）
- キル・イット～巡り合うふたり～（2019年、OCN）- キム・スヒョンの少年時代役
- WATCHER（2019年、OCN）- キム・ヨングンの少年時代役
- アスダル年代記（2019年、tvN）
- バカボンド（2019年、tvN）
- 私の国（2019年、JTBC）- ソ・フィの少年時代役
- 一度行ってきました（2020年、KBS2）- キム・ジフン役
- ザ・キング：永遠の君主（2020年、SBS）- シンジェの少年時代役
- サイコだけど大丈夫（2020年、tvN）- ムン・ガンテの少年時代役
- アリス（2020年、SBS）- パク・ジンギョムの少年時代役
- 悪魔判事（2021年、tvN） - カン・ヨハンの少年時代役
- 無人島のディーバ （2023年、tvN） -チョン・ギホの少年時代役